# ایمره‌هدی
ایمره‌هِدْیْ (به مجاری: Imrehegy) یک منطقهٔ مسکونی در مجارستان است که در ناحیه کیش‌کوروش واقع شده‌است. ایمره‌هدی ۷۰٫۳۱ کیلومتر مربع مساحت و ۸۴۵ نفر جمعیت دارد.